# Tan-Tan
Tan-Tan (berber: ⵟⴰⵏⵟⴰⵏ, arab طانطان) marokkói város az Atlanti-óceán közelében, az ország délnyugati részén.

## Demográfia
A korábban meglehetősen jelentéktelen hely lakossága Marokkó függetlenségének kezdete (1956) óta megnőtt a berber családok bevándorlása miatt.

### Népességváltozás
| Lakosok száma | 45 821 | 60 698 | 73 209 | 76 134 |
|               | 1994   | 2004   | 2014   | 2024   |

## Gazdaság
A településen áthalad az észak-déli irányú N1-es főút.
A közelben található egy kikötő, amely franciául Tan-Tan Plage néven ismert.
Az első marokkói atomreaktort (NHR-10) az 1990-es évek vége óta tervezik az Atlanti-óceán partján, Tan-Tan közelében.